# 1740 pr. n. št.

## Smrti
- Anita, kralj Kušare (* ni znano)